# Rainneville
Rainneville – miejscowość i gmina we Francji, w regionie Hauts-de-France, w departamencie Somma.
Według danych na rok 1990 gminę zamieszkiwały 784 osoby, a gęstość zaludnienia wynosiła 110 osób/km² (wśród 2293 gmin Pikardii Rainneville plasuje się na 364. miejscu pod względem liczby ludności, natomiast pod względem powierzchni na miejscu 680.).